# Corrie de Bruin
Corrie de Bruin (Países Bajos, 26 de octubre de 1976) es una atleta neerlandesa retirada especializada en la prueba de lanzamiento de peso, en la que consiguió ser medallista de bronce europea en pista cubierta en 1998.

## Carrera deportiva
En el Campeonato Europeo de Atletismo en Pista Cubierta de 1998 ganó la medalla de bronce en el lanzamiento de peso, con una marca de 18.97 metros, tras la rusa Irina Korzhanenko (oro con 20.25 metros) y la ucraniana Vita Pavlysh.